# Yuri Romanò
Yuri Romanò (Monza, 26 luglio 1997) è un pallavolista italiano, opposto del Fakel.

## Carriera

### Club
La carriera di Yuri Romanò inizia nel 2012 nelle giovanili della New Team Bollate: esordisce in prima squadra nella stagione 2014-15 disputando la Serie B2. Nella stagione 2015-16 si accasa ai Diavoli Rosa di Brugherio, in Serie B1, poi in Serie B nell'annata successiva, con lo stesso club.
Per il campionato 2017-18 viene ingaggiato dal Potentino, in Serie A2: milita nella stessa divisione anche nella stagione 2018-19 con l'Olimpia Bergamo e in quella 2019-20 con l'Emma Villas.
Nell'annata 2021-22 esordisce in Superlega, grazie all'acquisto da parte della Powervolley Milano, per poi passare in quella successiva alla You Energy, sempre nella stessa divisione, a cui resta legato per stagioni, vincendo la Coppa Italia 2022-23.
Per il campionato 2025-26 si trasferisce per la prima volta all'estero, vestendo la maglia del Fakel, nella Superliga russa.

### Nazionale
Nel 2016 viene convocato nella nazionale italiana under 20, con cui partecipa al campionato europeo, arrivando al quarto posto, mentre nel 2017 è in quella nazionale italiana under 21, partecipando al campionato mondiale, chiuso al nono posto.
Nel 2019 ottiene le prime convocazioni nella nazionale maggiore, vincendo, nello stesso anno, la medaglia d'oro alla XXX Universiade. Nel 2021 conquista la medaglia d'oro al campionato europeo, seguita un anno dopo dalla vittoria dell'oro al campionato mondiale. Nel 2023 mette al collo la medaglia d'argento al campionato europeo e nel 2025 l'argento alla Volleyball Nations League.

## Palmarès

### Club
- Coppa Italia: 1

2022-23

### Nazionale (competizioni minori)
- Universiade 2019
- Memorial Hubert Wagner 2023

### Premi individuali
- 2019 - Serie A2: Miglior under 23[2]
- 2020 - Serie A2: Miglior under 23[2]